# 1977年のワールドシリーズ
1977年の野球において、メジャーリーグベースボール（MLB）優勝決定戦の第74回ワールドシリーズ（だい74かいワールドシリーズ、74th World Series）は、10月11日から18日にかけて計6試合が開催された。その結果、ニューヨーク・ヤンキース（アメリカンリーグ）がロサンゼルス・ドジャース（ナショナルリーグ）を4勝2敗で下し、15年ぶり21回目の優勝を果たした。
両チームの対戦は、1963年以来14年ぶり9度目。MLBでは前年シーズン終了後、フリーエージェント（FA）制度が導入された。ヤンキースは前年のシリーズで敗退後、その対戦相手シンシナティ・レッズから投手のドン・ガレットを、そしてボルチモア・オリオールズからは外野手のレジー・ジャクソンをFAで獲得した。今シリーズではジャクソンが6試合で打率.450・5本塁打・8打点・OPS 1.792という成績を残し、シリーズMVPをオークランド・アスレチックス時代の1973年以来4年ぶりに受賞した。1シリーズ5本塁打および25塁打はいずれも当時のシリーズ新記録であり、また第6戦での1試合3本塁打はシリーズ史上、ベーブ・ルースが1926年・1928年の2度達成して以来49年ぶり2人目・3度目である。
ワールドシリーズでは前年から指名打者（DH）制度が導入され、1985年までの10年間は、偶数年は全試合で採用、奇数年は全試合で不採用とされていた。したがって今シリーズでは、DH制は採用されていない。

## 試合結果
1977年のワールドシリーズは10月11日に開幕し、途中に移動日を挟んで8日間で6試合が行われた。日程・結果は以下の通り。
| 日付                                                      | 試合  | ビジター球団（先攻）     | スコア | ホーム球団（後攻）       | 開催球場             | 開催球場                                 |
| --------------------------------------------------------- | ----- | ------------------------ | ------ | ------------------------ | -------------------- | ---------------------------------------- |
| 10月11日（火）                                            | 第1戦 | ロサンゼルス・ドジャース | 3－4x  | ニューヨーク・ヤンキース | ヤンキー・スタジアム | ヤンキー・スタジアムドジャー・スタジアム |
| 10月12日（水）                                            | 第2戦 | ロサンゼルス・ドジャース | 6－1   | ニューヨーク・ヤンキース | ヤンキー・スタジアム | ヤンキー・スタジアムドジャー・スタジアム |
| 10月13日（木）                                            |       | 移動日                   | 移動日 | 移動日                   |                      | ヤンキー・スタジアムドジャー・スタジアム |
| 10月14日（金）                                            | 第3戦 | ニューヨーク・ヤンキース | 5－3   | ロサンゼルス・ドジャース | ドジャー・スタジアム | ヤンキー・スタジアムドジャー・スタジアム |
| 10月15日（土）                                            | 第4戦 | ニューヨーク・ヤンキース | 4－2   | ロサンゼルス・ドジャース | ドジャー・スタジアム | ヤンキー・スタジアムドジャー・スタジアム |
| 10月16日（日）                                            | 第5戦 | ニューヨーク・ヤンキース | 4－10  | ロサンゼルス・ドジャース | ドジャー・スタジアム | ヤンキー・スタジアムドジャー・スタジアム |
| 10月17日（月）                                            |       | 移動日                   | 移動日 | 移動日                   |                      | ヤンキー・スタジアムドジャー・スタジアム |
| 10月18日（火）                                            | 第6戦 | ロサンゼルス・ドジャース | 4－8   | ニューヨーク・ヤンキース | ヤンキー・スタジアム | ヤンキー・スタジアムドジャー・スタジアム |
| 優勝：ニューヨーク・ヤンキース（4勝2敗 / 15年ぶり21度目） |       |                          |        |                          |                      | ヤンキー・スタジアムドジャー・スタジアム |

### 第1戦 10月11日
- ヤンキー・スタジアム（ニューヨーク州ニューヨーク市ブロンクス区）

|                          | 1 | 2 | 3 | 4 | 5 | 6 | 7 | 8 | 9 | 10 | 11 | 12 | R | H  | E |
| ------------------------ | - | - | - | - | - | - | - | - | - | -- | -- | -- | - | -- | - |
| ロサンゼルス・ドジャース | 2 | 0 | 0 | 0 | 0 | 0 | 0 | 0 | 1 | 0  | 0  | 0  | 3 | 6  | 0 |
| ニューヨーク・ヤンキース | 1 | 0 | 0 | 0 | 0 | 1 | 0 | 1 | 0 | 0  | 0  | 1x | 4 | 11 | 0 |

1. 勝利：スパーキー・ライル（1勝）
2. 敗戦：リック・ローデン（1敗）
3. 本塁打
NYY：ウィリー・ランドルフ1号ソロ
4. 審判
［球審］ネスター・チャイラク（AL）
［塁審］一塁: エド・スドル（NL）、二塁: ラリー・マッコイ（AL）、三塁: ジェリー・デイル（NL）
［外審］左翼: ジム・エバンス（AL）、右翼: ジョン・マクシェリー（NL）
5. 夜間試合  試合時間: 3時間24分  観客: 5万6668人
詳細: Baseball-Reference.com

| ロサンゼルス・ドジャース | ロサンゼルス・ドジャース | ロサンゼルス・ドジャース | ロサンゼルス・ドジャース | ロサンゼルス・ドジャース                                                                      | ニューヨーク・ヤンキース | ニューヨーク・ヤンキース | ニューヨーク・ヤンキース | ニューヨーク・ヤンキース | ニューヨーク・ヤンキース                                                                                   |
| ------------------------ | ------------------------ | ------------------------ | ------------------------ | --------------------------------------------------------------------------------------------- | ------------------------ | ------------------------ | ------------------------ | ------------------------ | --- |
| 打順                     | 守備                     | 選手                     | 打席                     | D・サットンS・イェーガーS・ガービーD・ロープスR・セイB・ラッセルD・ベイカーG・バークR・スミス | 打順                     | 守備                     | 選手                     | 打席                     | D・ガレットT・マンソンC・チャン · ブリスW・ランドルフG・ネトルズB・デントL・ピネラM・リバースR・ジャクソン |
| 1                        | 二                       | D・ロープス              | 右                       | D・サットンS・イェーガーS・ガービーD・ロープスR・セイB・ラッセルD・ベイカーG・バークR・スミス | 1                        | 中                       | M・リバース              | 左                       | D・ガレットT・マンソンC・チャン · ブリスW・ランドルフG・ネトルズB・デントL・ピネラM・リバースR・ジャクソン |
| 2                        | 遊                       | B・ラッセル              | 右                       | D・サットンS・イェーガーS・ガービーD・ロープスR・セイB・ラッセルD・ベイカーG・バークR・スミス | 2                        | 二                       | W・ランドルフ            | 右                       | D・ガレットT・マンソンC・チャン · ブリスW・ランドルフG・ネトルズB・デントL・ピネラM・リバースR・ジャクソン |
| 3                        | 右                       | R・スミス                | 両                       | D・サットンS・イェーガーS・ガービーD・ロープスR・セイB・ラッセルD・ベイカーG・バークR・スミス | 3                        | 捕                       | T・マンソン              | 右                       | D・ガレットT・マンソンC・チャン · ブリスW・ランドルフG・ネトルズB・デントL・ピネラM・リバースR・ジャクソン |
| 4                        | 三                       | R・セイ                  | 右                       | D・サットンS・イェーガーS・ガービーD・ロープスR・セイB・ラッセルD・ベイカーG・バークR・スミス | 4                        | 右                       | R・ジャクソン            | 左                       | D・ガレットT・マンソンC・チャン · ブリスW・ランドルフG・ネトルズB・デントL・ピネラM・リバースR・ジャクソン |
| 5                        | 一                       | S・ガービー              | 右                       | D・サットンS・イェーガーS・ガービーD・ロープスR・セイB・ラッセルD・ベイカーG・バークR・スミス | 5                        | 一                       | C・チャンブリス          | 左                       | D・ガレットT・マンソンC・チャン · ブリスW・ランドルフG・ネトルズB・デントL・ピネラM・リバースR・ジャクソン |
| 6                        | 左                       | D・ベイカー              | 右                       | D・サットンS・イェーガーS・ガービーD・ロープスR・セイB・ラッセルD・ベイカーG・バークR・スミス | 6                        | 三                       | G・ネトルズ              | 左                       | D・ガレットT・マンソンC・チャン · ブリスW・ランドルフG・ネトルズB・デントL・ピネラM・リバースR・ジャクソン |
| 7                        | 中                       | G・バーク                | 右                       | D・サットンS・イェーガーS・ガービーD・ロープスR・セイB・ラッセルD・ベイカーG・バークR・スミス | 7                        | 左                       | L・ピネラ                | 右                       | D・ガレットT・マンソンC・チャン · ブリスW・ランドルフG・ネトルズB・デントL・ピネラM・リバースR・ジャクソン |
| 8                        | 捕                       | S・イェーガー            | 右                       | D・サットンS・イェーガーS・ガービーD・ロープスR・セイB・ラッセルD・ベイカーG・バークR・スミス | 8                        | 遊                       | B・デント                | 右                       | D・ガレットT・マンソンC・チャン · ブリスW・ランドルフG・ネトルズB・デントL・ピネラM・リバースR・ジャクソン |
| 9                        | 投                       | D・サットン              | 右                       | D・サットンS・イェーガーS・ガービーD・ロープスR・セイB・ラッセルD・ベイカーG・バークR・スミス | 9                        | 投                       | D・ガレット              | 右                       | D・ガレットT・マンソンC・チャン · ブリスW・ランドルフG・ネトルズB・デントL・ピネラM・リバースR・ジャクソン |
| 先発投手                 | 先発投手                 | 先発投手                 | 投球                     | D・サットンS・イェーガーS・ガービーD・ロープスR・セイB・ラッセルD・ベイカーG・バークR・スミス | 先発投手                 | 先発投手                 | 先発投手                 | 投球                     | D・ガレットT・マンソンC・チャン · ブリスW・ランドルフG・ネトルズB・デントL・ピネラM・リバースR・ジャクソン |
| D・サットン              | D・サットン              | D・サットン              | 右                       | D・サットンS・イェーガーS・ガービーD・ロープスR・セイB・ラッセルD・ベイカーG・バークR・スミス | D・ガレット              | D・ガレット              | D・ガレット              | 左                       | D・ガレットT・マンソンC・チャン · ブリスW・ランドルフG・ネトルズB・デントL・ピネラM・リバースR・ジャクソン |

ドジャースは初回表、先頭打者デイビー・ロープスが5球で四球を選び出塁すると、2番ビル・ラッセルは2球目を左中間への三塁打とし、7球で1点を先制する。さらに四球を挟み、4番ロン・セイの犠牲フライでもう1点を加えた。その裏、ヤンキースは二死無走者から連打で一・三塁とし、5番クリス・チャンブリスの右前打で1点を返した。2回以降は両軍の先発投手、ヤンキースのドン・ガレットとドジャースのドン・サットンが互いに相手打線を封じ、2－1のまま5回まで終了した。6回表、ガレットは二死一塁から7番グレン・バークに中前打を許す。一塁走者スティーブ・ガービーは投球と同時にスタートを切り、一気に生還を狙ったが、中堅手ミッキー・リバースが本塁への送球でアウトにした。その裏、ヤンキースの先頭打者ウィリー・ランドルフが本塁打を放ち、試合は2－2の同点となった。
さらに8回裏、再び先頭打者のランドルフが四球で出塁したあと、次打者サーマン・マンソンが二塁打でランドルフを還し、ヤンキースが逆転した。ドジャースはここでサットンを降板させたが、2番手ランス・ラッツハンは一死満塁と危機を広げた。3番手エリアス・ソーサが登板し7番ルー・ピネラを空振り三振、8番バッキー・デントを遊ゴロに打ち取って1点差を保った。9回表、ガレットは続投したものの一死一・二塁と逆転の走者を出塁させる。ヤンキースはガレットからスパーキー・ライルへ継投し、ドジャースも9番ソーサの代打にリー・レイシーを送った。両者の対決はレイシーが2球目を左前へ運び、二塁走者ダスティ・ベイカーが生還してドジャースが同点に追いついた。しかしライルは後続を断って逆転は許さず、試合は延長戦に突入した。
10回以降、ヤンキースはライルが、ドジャースは4番手マイク・ガーマンが、それぞれ無失点に抑える。12回裏、ドジャースはガーマンに代えてリック・ローデンがマウンドに上がる。先頭打者ランドルフが二塁打で出塁すると、ドジャースは次打者マンソンを敬遠して一塁を埋め、打順は4番ポール・ブレアーにまわった。ブレアーは右翼手レジー・ジャクソンの守備固めとして9回表から途中出場していた。ブレアーは2ボール2ストライクからの5球目を引っ張って三遊間を破り、左翼手ベイカーが打球を素手で捕ろうとして後ろに逸らしたため、ランドルフが生還してヤンキースがサヨナラ勝利を収めた。

### 第2戦 10月12日
- ヤンキー・スタジアム（ニューヨーク州ニューヨーク市ブロンクス区）

|                          | 1 | 2 | 3 | 4 | 5 | 6 | 7 | 8 | 9 | R | H | E |
| ------------------------ | - | - | - | - | - | - | - | - | - | - | - | - |
| ロサンゼルス・ドジャース | 2 | 1 | 2 | 0 | 0 | 0 | 0 | 0 | 1 | 6 | 9 | 0 |
| ニューヨーク・ヤンキース | 0 | 0 | 0 | 1 | 0 | 0 | 0 | 0 | 0 | 1 | 5 | 0 |

1. 勝利：バート・フートン（1勝）
2. 敗戦：キャットフィッシュ・ハンター（1敗）
3. 本塁打
LAD：ロン・セイ1号2ラン、スティーブ・イェーガー1号ソロ、レジー・スミス1号2ラン、スティーブ・ガービー1号ソロ
4. 審判
［球審］エド・スドル（NL）
［塁審］一塁: ラリー・マッコイ（AL）、二塁: ジェリー・デイル（NL）、三塁: ジム・エバンス（AL）
［外審］左翼: ジョン・マクシェリー（NL）、右翼: ネスター・チャイラク（AL）
5. 夜間試合  試合時間: 2時間27分  観客: 5万6691人
詳細: Baseball-Reference.com

| ロサンゼルス・ドジャース | ロサンゼルス・ドジャース | ロサンゼルス・ドジャース | ロサンゼルス・ドジャース | ロサンゼルス・ドジャース                                                                        | ニューヨーク・ヤンキース | ニューヨーク・ヤンキース | ニューヨーク・ヤンキース | ニューヨーク・ヤンキース | ニューヨーク・ヤンキース                                                                                   |
| ------------------------ | ------------------------ | ------------------------ | ------------------------ | ----------------------------------------------------------------------------------------------- | ------------------------ | ------------------------ | ------------------------ | ------------------------ | --- |
| 打順                     | 守備                     | 選手                     | 打席                     | B・フートンS・イェーガーS・ガービーD・ロープスR・セイB・ラッセルD・ベイカーR・マンデイR・スミス | 打順                     | 守備                     | 選手                     | 打席                     | C・ハンターT・マンソンC・チャン · ブリスW・ランドルフG・ネトルズB・デントL・ピネラM・リバースR・ジャクソン |
| 1                        | 二                       | D・ロープス              | 右                       | B・フートンS・イェーガーS・ガービーD・ロープスR・セイB・ラッセルD・ベイカーR・マンデイR・スミス | 1                        | 中                       | M・リバース              | 左                       | C・ハンターT・マンソンC・チャン · ブリスW・ランドルフG・ネトルズB・デントL・ピネラM・リバースR・ジャクソン |
| 2                        | 遊                       | B・ラッセル              | 右                       | B・フートンS・イェーガーS・ガービーD・ロープスR・セイB・ラッセルD・ベイカーR・マンデイR・スミス | 2                        | 二                       | W・ランドルフ            | 右                       | C・ハンターT・マンソンC・チャン · ブリスW・ランドルフG・ネトルズB・デントL・ピネラM・リバースR・ジャクソン |
| 3                        | 右                       | R・スミス                | 両                       | B・フートンS・イェーガーS・ガービーD・ロープスR・セイB・ラッセルD・ベイカーR・マンデイR・スミス | 3                        | 捕                       | T・マンソン              | 右                       | C・ハンターT・マンソンC・チャン · ブリスW・ランドルフG・ネトルズB・デントL・ピネラM・リバースR・ジャクソン |
| 4                        | 三                       | R・セイ                  | 右                       | B・フートンS・イェーガーS・ガービーD・ロープスR・セイB・ラッセルD・ベイカーR・マンデイR・スミス | 4                        | 右                       | R・ジャクソン            | 左                       | C・ハンターT・マンソンC・チャン · ブリスW・ランドルフG・ネトルズB・デントL・ピネラM・リバースR・ジャクソン |
| 5                        | 一                       | S・ガービー              | 右                       | B・フートンS・イェーガーS・ガービーD・ロープスR・セイB・ラッセルD・ベイカーR・マンデイR・スミス | 5                        | 一                       | C・チャンブリス          | 左                       | C・ハンターT・マンソンC・チャン · ブリスW・ランドルフG・ネトルズB・デントL・ピネラM・リバースR・ジャクソン |
| 6                        | 左                       | D・ベイカー              | 右                       | B・フートンS・イェーガーS・ガービーD・ロープスR・セイB・ラッセルD・ベイカーR・マンデイR・スミス | 6                        | 三                       | G・ネトルズ              | 左                       | C・ハンターT・マンソンC・チャン · ブリスW・ランドルフG・ネトルズB・デントL・ピネラM・リバースR・ジャクソン |
| 7                        | 中                       | R・マンデイ              | 左                       | B・フートンS・イェーガーS・ガービーD・ロープスR・セイB・ラッセルD・ベイカーR・マンデイR・スミス | 7                        | 左                       | L・ピネラ                | 右                       | C・ハンターT・マンソンC・チャン · ブリスW・ランドルフG・ネトルズB・デントL・ピネラM・リバースR・ジャクソン |
| 8                        | 捕                       | S・イェーガー            | 右                       | B・フートンS・イェーガーS・ガービーD・ロープスR・セイB・ラッセルD・ベイカーR・マンデイR・スミス | 8                        | 遊                       | B・デント                | 右                       | C・ハンターT・マンソンC・チャン · ブリスW・ランドルフG・ネトルズB・デントL・ピネラM・リバースR・ジャクソン |
| 9                        | 投                       | B・フートン              | 右                       | B・フートンS・イェーガーS・ガービーD・ロープスR・セイB・ラッセルD・ベイカーR・マンデイR・スミス | 9                        | 投                       | C・ハンター              | 右                       | C・ハンターT・マンソンC・チャン · ブリスW・ランドルフG・ネトルズB・デントL・ピネラM・リバースR・ジャクソン |
| 先発投手                 | 先発投手                 | 先発投手                 | 投球                     | B・フートンS・イェーガーS・ガービーD・ロープスR・セイB・ラッセルD・ベイカーR・マンデイR・スミス | 先発投手                 | 先発投手                 | 先発投手                 | 投球                     | C・ハンターT・マンソンC・チャン · ブリスW・ランドルフG・ネトルズB・デントL・ピネラM・リバースR・ジャクソン |
| B・フートン              | B・フートン              | B・フートン              | 右                       | B・フートンS・イェーガーS・ガービーD・ロープスR・セイB・ラッセルD・ベイカーR・マンデイR・スミス | C・ハンター              | C・ハンター              | C・ハンター              | 右                       | C・ハンターT・マンソンC・チャン · ブリスW・ランドルフG・ネトルズB・デントL・ピネラM・リバースR・ジャクソン |

ドジャースは初回表、相手先発投手キャットフィッシュ・ハンターから4番ロン・セイが本塁打を放ち、前日に続きこの日も2点を先制した。さらにこの日は2回表には8番スティーブ・イェーガーがソロ本塁打、3回表には3番レジー・スミスが2点本塁打を浴びせ、ハンターを3回途中5失点で降板に追い込んだ。ドジャースの先発投手バート・フートンは、4回裏に無死一・三塁の危機を招いたものの、4番レジー・ジャクソンを一ゴロ併殺に打ち取って最小失点で切り抜けた。フートンは5回裏一死一・二塁を無失点で乗り切ると、6回裏以降はヤンキース打線に安打すら許さず完投勝利を挙げた。
ジャクソンは今ポストシーズン、アメリカンリーグ優勝決定戦第1戦からの7試合で打率.136・0本塁打・1打点・OPS.406と不振に喘いでいた。主将サーマン・マンソンは「（監督の）ビリー（マーチン）は、レジー（ジャクソン）が "ミスター・オクトーバー"（10月男）だなんて認識していないんじゃないか」と話した。

### 第3戦 10月14日
- ドジャー・スタジアム（カリフォルニア州ロサンゼルス）

|                          | 1 | 2 | 3 | 4 | 5 | 6 | 7 | 8 | 9 | R | H  | E |
| ------------------------ | - | - | - | - | - | - | - | - | - | - | -- | - |
| ニューヨーク・ヤンキース | 3 | 0 | 0 | 1 | 1 | 0 | 0 | 0 | 0 | 5 | 10 | 0 |
| ロサンゼルス・ドジャース | 0 | 0 | 3 | 0 | 0 | 0 | 0 | 0 | 0 | 3 | 7  | 1 |

1. 勝利：マイク・トーレス（1勝）
2. 敗戦：トミー・ジョン（1敗）
3. 本塁打
LAD：ダスティ・ベイカー1号3ラン
4. 審判
［球審］ラリー・マッコイ（AL）
［塁審］一塁: ジェリー・デイル（NL）、二塁: ジム・エバンス（AL）、三塁: ジョン・マクシェリー（NL）
［外審］左翼: ネスター・チャイラク（AL）、右翼: エド・スドル（NL）
5. 夜間試合  試合時間: 2時間31分  観客: 5万5992人
詳細: Baseball-Reference.com

| ニューヨーク・ヤンキース | ニューヨーク・ヤンキース | ニューヨーク・ヤンキース | ニューヨーク・ヤンキース | ニューヨーク・ヤンキース                                                                                   | ロサンゼルス・ドジャース | ロサンゼルス・ドジャース | ロサンゼルス・ドジャース | ロサンゼルス・ドジャース | ロサンゼルス・ドジャース                                                                      |
| ------------------------ | ------------------------ | ------------------------ | ------------------------ | --- | ------------------------ | ------------------------ | ------------------------ | ------------------------ | --------------------------------------------------------------------------------------------- |
| 打順                     | 守備                     | 選手                     | 打席                     | M・トーレスT・マンソンC・チャン · ブリスW・ランドルフG・ネトルズB・デントL・ピネラM・リバースR・ジャクソン | 打順                     | 守備                     | 選手                     | 打席                     | T・ジョンS・イェーガーS・ガービーD・ロープスR・セイB・ラッセルD・ベイカーR・マンデイR・スミス |
| 1                        | 中                       | M・リバース              | 左                       | M・トーレスT・マンソンC・チャン · ブリスW・ランドルフG・ネトルズB・デントL・ピネラM・リバースR・ジャクソン | 1                        | 二                       | D・ロープス              | 右                       | T・ジョンS・イェーガーS・ガービーD・ロープスR・セイB・ラッセルD・ベイカーR・マンデイR・スミス |
| 2                        | 二                       | W・ランドルフ            | 右                       | M・トーレスT・マンソンC・チャン · ブリスW・ランドルフG・ネトルズB・デントL・ピネラM・リバースR・ジャクソン | 2                        | 遊                       | B・ラッセル              | 右                       | T・ジョンS・イェーガーS・ガービーD・ロープスR・セイB・ラッセルD・ベイカーR・マンデイR・スミス |
| 3                        | 捕                       | T・マンソン              | 右                       | M・トーレスT・マンソンC・チャン · ブリスW・ランドルフG・ネトルズB・デントL・ピネラM・リバースR・ジャクソン | 3                        | 右                       | R・スミス                | 両                       | T・ジョンS・イェーガーS・ガービーD・ロープスR・セイB・ラッセルD・ベイカーR・マンデイR・スミス |
| 4                        | 右                       | R・ジャクソン            | 左                       | M・トーレスT・マンソンC・チャン · ブリスW・ランドルフG・ネトルズB・デントL・ピネラM・リバースR・ジャクソン | 4                        | 三                       | R・セイ                  | 右                       | T・ジョンS・イェーガーS・ガービーD・ロープスR・セイB・ラッセルD・ベイカーR・マンデイR・スミス |
| 5                        | 左                       | L・ピネラ                | 右                       | M・トーレスT・マンソンC・チャン · ブリスW・ランドルフG・ネトルズB・デントL・ピネラM・リバースR・ジャクソン | 5                        | 一                       | S・ガービー              | 右                       | T・ジョンS・イェーガーS・ガービーD・ロープスR・セイB・ラッセルD・ベイカーR・マンデイR・スミス |
| 6                        | 一                       | C・チャンブリス          | 左                       | M・トーレスT・マンソンC・チャン · ブリスW・ランドルフG・ネトルズB・デントL・ピネラM・リバースR・ジャクソン | 6                        | 左                       | D・ベイカー              | 右                       | T・ジョンS・イェーガーS・ガービーD・ロープスR・セイB・ラッセルD・ベイカーR・マンデイR・スミス |
| 7                        | 三                       | G・ネトルズ              | 左                       | M・トーレスT・マンソンC・チャン · ブリスW・ランドルフG・ネトルズB・デントL・ピネラM・リバースR・ジャクソン | 7                        | 中                       | R・マンデイ              | 左                       | T・ジョンS・イェーガーS・ガービーD・ロープスR・セイB・ラッセルD・ベイカーR・マンデイR・スミス |
| 8                        | 遊                       | B・デント                | 右                       | M・トーレスT・マンソンC・チャン · ブリスW・ランドルフG・ネトルズB・デントL・ピネラM・リバースR・ジャクソン | 8                        | 捕                       | S・イェーガー            | 右                       | T・ジョンS・イェーガーS・ガービーD・ロープスR・セイB・ラッセルD・ベイカーR・マンデイR・スミス |
| 9                        | 投                       | M・トーレス              | 右                       | M・トーレスT・マンソンC・チャン · ブリスW・ランドルフG・ネトルズB・デントL・ピネラM・リバースR・ジャクソン | 9                        | 投                       | T・ジョン                | 右                       | T・ジョンS・イェーガーS・ガービーD・ロープスR・セイB・ラッセルD・ベイカーR・マンデイR・スミス |
| 先発投手                 | 先発投手                 | 先発投手                 | 投球                     | M・トーレスT・マンソンC・チャン · ブリスW・ランドルフG・ネトルズB・デントL・ピネラM・リバースR・ジャクソン | 先発投手                 | 先発投手                 | 先発投手                 | 投球                     | T・ジョンS・イェーガーS・ガービーD・ロープスR・セイB・ラッセルD・ベイカーR・マンデイR・スミス |
| M・トーレス              | M・トーレス              | M・トーレス              | 右                       | M・トーレスT・マンソンC・チャン · ブリスW・ランドルフG・ネトルズB・デントL・ピネラM・リバースR・ジャクソン | T・ジョン                | T・ジョン                | T・ジョン                | 左                       | T・ジョンS・イェーガーS・ガービーD・ロープスR・セイB・ラッセルD・ベイカーR・マンデイR・スミス |

試合前の式典で、アメリカ合衆国国歌『星条旗』独唱をリンダ・ロンシュタットが行った。ロンシュタットは、プロデューサーのピーター・アッシャーから「聞いてくれ、ドジャースが全会一致で君をワールドシリーズに呼んでくれた」と告げられ、てっきり始球式かと思いきや国歌独唱だったため「あんな歌、誰が歌詞を覚えてるっていうの」と愚痴をこぼしながらも、以前ドジャースから贈られたドジャーブルーのジャンパーを気に入っていたため受諾し、練習に励んだという。
初回表、ヤンキースは先頭打者ミッキー・リバースの二塁打をきっかけに一死三塁とし、3番サーマン・マンソンからの3者連続適時打で3点を先制した。このうち4番レジー・ジャクソンの左前打は、左翼手ダスティ・ベイカーが打球を捕り損ねて落とし、その間に打者走者ジャクソンが二塁まで進んだため、記録は単打とベイカーの失策となった。ベイカーは二塁走者マンソンを本塁への送球でアウトにしようとして、打球処理がおろそかになったという。3回裏、ドジャースは二死一・三塁とすると6番ベイカーが本塁打を放ち、同点に追いついた。しかしその直後の4回表、ヤンキースは一死二・三塁から1番リバースの二ゴロで、三塁走者グレイグ・ネトルズが生還し勝ち越す。5回表にも一死一・二塁から、6番クリス・チャンブリスの右前打で1点を追加した。ヤンキースの先発投手マイク・トーレスは、この2点のリードを最後まで守りきって完投勝利を挙げた。

### 第4戦 10月15日
- ドジャー・スタジアム（カリフォルニア州ロサンゼルス）

|                          | 1 | 2 | 3 | 4 | 5 | 6 | 7 | 8 | 9 | R | H | E |
| ------------------------ | - | - | - | - | - | - | - | - | - | - | - | - |
| ニューヨーク・ヤンキース | 0 | 3 | 0 | 0 | 0 | 1 | 0 | 0 | 0 | 4 | 7 | 0 |
| ロサンゼルス・ドジャース | 0 | 0 | 2 | 0 | 0 | 0 | 0 | 0 | 0 | 2 | 4 | 0 |

1. 勝利：ロン・ギドリー（1勝）
2. 敗戦：ダグ・ラウ（1敗）
3. 本塁打
NYY：レジー・ジャクソン1号ソロ
LAD：デイビー・ロープス1号2ラン
4. 審判
［球審］ジェリー・デイル（NL）
［塁審］一塁: ジム・エバンス（AL）、二塁: ジョン・マクシェリー（NL）、三塁: ネスター・チャイラク（AL）
［外審］左翼: エド・スドル（NL）、右翼: ラリー・マッコイ（AL）
5. 昼間試合  試合時間: 2時間7分  観客: 5万5995人
詳細: Baseball-Reference.com

| ニューヨーク・ヤンキース | ニューヨーク・ヤンキース | ニューヨーク・ヤンキース | ニューヨーク・ヤンキース | ニューヨーク・ヤンキース                                                                                   | ロサンゼルス・ドジャース | ロサンゼルス・ドジャース | ロサンゼルス・ドジャース | ロサンゼルス・ドジャース | ロサンゼルス・ドジャース                                                                    |
| ------------------------ | ------------------------ | ------------------------ | ------------------------ | --- | ------------------------ | ------------------------ | ------------------------ | ------------------------ | ------------------------------------------------------------------------------------------- |
| 打順                     | 守備                     | 選手                     | 打席                     | R・ギドリーT・マンソンC・チャン · ブリスW・ランドルフG・ネトルズB・デントL・ピネラM・リバースR・ジャクソン | 打順                     | 守備                     | 選手                     | 打席                     | D・ラウS・イェーガーS・ガービーD・ロープスR・セイB・ラッセルD・ベイカーR・スミスL・レイシー |
| 1                        | 中                       | M・リバース              | 左                       | R・ギドリーT・マンソンC・チャン · ブリスW・ランドルフG・ネトルズB・デントL・ピネラM・リバースR・ジャクソン | 1                        | 二                       | D・ロープス              | 右                       | D・ラウS・イェーガーS・ガービーD・ロープスR・セイB・ラッセルD・ベイカーR・スミスL・レイシー |
| 2                        | 二                       | W・ランドルフ            | 右                       | R・ギドリーT・マンソンC・チャン · ブリスW・ランドルフG・ネトルズB・デントL・ピネラM・リバースR・ジャクソン | 2                        | 遊                       | B・ラッセル              | 右                       | D・ラウS・イェーガーS・ガービーD・ロープスR・セイB・ラッセルD・ベイカーR・スミスL・レイシー |
| 3                        | 捕                       | T・マンソン              | 右                       | R・ギドリーT・マンソンC・チャン · ブリスW・ランドルフG・ネトルズB・デントL・ピネラM・リバースR・ジャクソン | 3                        | 中                       | R・スミス                | 両                       | D・ラウS・イェーガーS・ガービーD・ロープスR・セイB・ラッセルD・ベイカーR・スミスL・レイシー |
| 4                        | 右                       | R・ジャクソン            | 左                       | R・ギドリーT・マンソンC・チャン · ブリスW・ランドルフG・ネトルズB・デントL・ピネラM・リバースR・ジャクソン | 4                        | 三                       | R・セイ                  | 右                       | D・ラウS・イェーガーS・ガービーD・ロープスR・セイB・ラッセルD・ベイカーR・スミスL・レイシー |
| 5                        | 左                       | L・ピネラ                | 右                       | R・ギドリーT・マンソンC・チャン · ブリスW・ランドルフG・ネトルズB・デントL・ピネラM・リバースR・ジャクソン | 5                        | 一                       | S・ガービー              | 右                       | D・ラウS・イェーガーS・ガービーD・ロープスR・セイB・ラッセルD・ベイカーR・スミスL・レイシー |
| 6                        | 一                       | C・チャンブリス          | 左                       | R・ギドリーT・マンソンC・チャン · ブリスW・ランドルフG・ネトルズB・デントL・ピネラM・リバースR・ジャクソン | 6                        | 左                       | D・ベイカー              | 右                       | D・ラウS・イェーガーS・ガービーD・ロープスR・セイB・ラッセルD・ベイカーR・スミスL・レイシー |
| 7                        | 三                       | G・ネトルズ              | 左                       | R・ギドリーT・マンソンC・チャン · ブリスW・ランドルフG・ネトルズB・デントL・ピネラM・リバースR・ジャクソン | 7                        | 右                       | L・レイシー              | 右                       | D・ラウS・イェーガーS・ガービーD・ロープスR・セイB・ラッセルD・ベイカーR・スミスL・レイシー |
| 8                        | 遊                       | B・デント                | 右                       | R・ギドリーT・マンソンC・チャン · ブリスW・ランドルフG・ネトルズB・デントL・ピネラM・リバースR・ジャクソン | 8                        | 捕                       | S・イェーガー            | 右                       | D・ラウS・イェーガーS・ガービーD・ロープスR・セイB・ラッセルD・ベイカーR・スミスL・レイシー |
| 9                        | 投                       | R・ギドリー              | 左                       | R・ギドリーT・マンソンC・チャン · ブリスW・ランドルフG・ネトルズB・デントL・ピネラM・リバースR・ジャクソン | 9                        | 投                       | D・ラウ                  | 左                       | D・ラウS・イェーガーS・ガービーD・ロープスR・セイB・ラッセルD・ベイカーR・スミスL・レイシー |
| 先発投手                 | 先発投手                 | 先発投手                 | 投球                     | R・ギドリーT・マンソンC・チャン · ブリスW・ランドルフG・ネトルズB・デントL・ピネラM・リバースR・ジャクソン | 先発投手                 | 先発投手                 | 先発投手                 | 投球                     | D・ラウS・イェーガーS・ガービーD・ロープスR・セイB・ラッセルD・ベイカーR・スミスL・レイシー |
| R・ギドリー              | R・ギドリー              | R・ギドリー              | 左                       | R・ギドリーT・マンソンC・チャン · ブリスW・ランドルフG・ネトルズB・デントL・ピネラM・リバースR・ジャクソン | D・ラウ                  | D・ラウ                  | D・ラウ                  | 左                       | D・ラウS・イェーガーS・ガービーD・ロープスR・セイB・ラッセルD・ベイカーR・スミスL・レイシー |

ヤンキースは2回表、先頭打者レジー・ジャクソンが二塁打で出塁し、次打者ルー・ピネラが右前打で還して先制点を挙げる。続くクリス・チャンブリスの二塁打で無死二・三塁となると、ドジャースは先発投手ダグ・ラウを諦めリック・ローデンへ継投する。しかしローデンは、7番グレイグ・ネトルズの二ゴロと8番バッキー・デントの右前打でラウが残した2走者の生還を許し、ヤンキースのリードが3点に広がった。
ローデンは3回表を三者凡退に抑えると、その裏に自らエンタイトル二塁打を放った。次打者デイビー・ロープスの2点本塁打でドジャースは1点差に迫った。ローデンはさらに4回表・5回表と全て内野ゴロで三者凡退に封じる。しかし6回表、二死から4番ジャクソンに本塁打を浴び点差を広げられた。ヤンキースの先発投手ロン・ギドリーは、7回裏二死一・二塁の危機で8番スティーブ・イェーガーを三ゴロに打ち取るなど、4回以降は無失点のまま完投勝利を挙げた。ヤンキースは敵地で連勝し、優勝に王手をかけた。

### 第5戦 10月16日
- ドジャー・スタジアム（カリフォルニア州ロサンゼルス）

|                          | 1 | 2 | 3 | 4 | 5 | 6 | 7 | 8 | 9 | R  | H  | E |
| ------------------------ | - | - | - | - | - | - | - | - | - | -- | -- | - |
| ニューヨーク・ヤンキース | 0 | 0 | 0 | 0 | 0 | 0 | 2 | 2 | 0 | 4  | 9  | 2 |
| ロサンゼルス・ドジャース | 1 | 0 | 0 | 4 | 3 | 2 | 0 | 0 | X | 10 | 13 | 0 |

1. 勝利：ドン・サットン（1勝）
2. 敗戦：ドン・ガレット（1敗）
3. 本塁打
NYY：サーマン・マンソン1号ソロ、レジー・ジャクソン2号ソロ
LAD：スティーブ・イェーガー2号3ラン、レジー・スミス2号2ラン
4. 審判
［球審］ジム・エバンス（AL）
［塁審］一塁: ジョン・マクシェリー（NL）、二塁: ネスター・チャイラク（AL）、三塁: エド・スドル（NL）
［外審］左翼: ラリー・マッコイ（AL）、右翼: ジェリー・デイル（NL）
5. 昼間試合  試合時間: 2時間29分  観客: 5万5955人
詳細: Baseball-Reference.com

| ニューヨーク・ヤンキース | ニューヨーク・ヤンキース | ニューヨーク・ヤンキース | ニューヨーク・ヤンキース | ニューヨーク・ヤンキース                                                                                   | ロサンゼルス・ドジャース | ロサンゼルス・ドジャース | ロサンゼルス・ドジャース | ロサンゼルス・ドジャース | ロサンゼルス・ドジャース                                                                        |
| ------------------------ | ------------------------ | ------------------------ | ------------------------ | --- | ------------------------ | ------------------------ | ------------------------ | ------------------------ | ----------------------------------------------------------------------------------------------- |
| 打順                     | 守備                     | 選手                     | 打席                     | D・ガレットT・マンソンC・チャン · ブリスW・ランドルフG・ネトルズB・デントL・ピネラM・リバースR・ジャクソン | 打順                     | 守備                     | 選手                     | 打席                     | D・サットンS・イェーガーS・ガービーD・ロープスR・セイB・ラッセルD・ベイカーR・スミスL・レイシー |
| 1                        | 中                       | M・リバース              | 左                       | D・ガレットT・マンソンC・チャン · ブリスW・ランドルフG・ネトルズB・デントL・ピネラM・リバースR・ジャクソン | 1                        | 二                       | D・ロープス              | 右                       | D・サットンS・イェーガーS・ガービーD・ロープスR・セイB・ラッセルD・ベイカーR・スミスL・レイシー |
| 2                        | 二                       | W・ランドルフ            | 右                       | D・ガレットT・マンソンC・チャン · ブリスW・ランドルフG・ネトルズB・デントL・ピネラM・リバースR・ジャクソン | 2                        | 遊                       | B・ラッセル              | 右                       | D・サットンS・イェーガーS・ガービーD・ロープスR・セイB・ラッセルD・ベイカーR・スミスL・レイシー |
| 3                        | 捕                       | T・マンソン              | 右                       | D・ガレットT・マンソンC・チャン · ブリスW・ランドルフG・ネトルズB・デントL・ピネラM・リバースR・ジャクソン | 3                        | 中                       | R・スミス                | 両                       | D・サットンS・イェーガーS・ガービーD・ロープスR・セイB・ラッセルD・ベイカーR・スミスL・レイシー |
| 4                        | 右                       | R・ジャクソン            | 左                       | D・ガレットT・マンソンC・チャン · ブリスW・ランドルフG・ネトルズB・デントL・ピネラM・リバースR・ジャクソン | 4                        | 三                       | R・セイ                  | 右                       | D・サットンS・イェーガーS・ガービーD・ロープスR・セイB・ラッセルD・ベイカーR・スミスL・レイシー |
| 5                        | 一                       | C・チャンブリス          | 左                       | D・ガレットT・マンソンC・チャン · ブリスW・ランドルフG・ネトルズB・デントL・ピネラM・リバースR・ジャクソン | 5                        | 一                       | S・ガービー              | 右                       | D・サットンS・イェーガーS・ガービーD・ロープスR・セイB・ラッセルD・ベイカーR・スミスL・レイシー |
| 6                        | 三                       | G・ネトルズ              | 左                       | D・ガレットT・マンソンC・チャン · ブリスW・ランドルフG・ネトルズB・デントL・ピネラM・リバースR・ジャクソン | 6                        | 左                       | D・ベイカー              | 右                       | D・サットンS・イェーガーS・ガービーD・ロープスR・セイB・ラッセルD・ベイカーR・スミスL・レイシー |
| 7                        | 左                       | L・ピネラ                | 右                       | D・ガレットT・マンソンC・チャン · ブリスW・ランドルフG・ネトルズB・デントL・ピネラM・リバースR・ジャクソン | 7                        | 右                       | L・レイシー              | 右                       | D・サットンS・イェーガーS・ガービーD・ロープスR・セイB・ラッセルD・ベイカーR・スミスL・レイシー |
| 8                        | 遊                       | B・デント                | 右                       | D・ガレットT・マンソンC・チャン · ブリスW・ランドルフG・ネトルズB・デントL・ピネラM・リバースR・ジャクソン | 8                        | 捕                       | S・イェーガー            | 右                       | D・サットンS・イェーガーS・ガービーD・ロープスR・セイB・ラッセルD・ベイカーR・スミスL・レイシー |
| 9                        | 投                       | D・ガレット              | 右                       | D・ガレットT・マンソンC・チャン · ブリスW・ランドルフG・ネトルズB・デントL・ピネラM・リバースR・ジャクソン | 9                        | 投                       | D・サットン              | 右                       | D・サットンS・イェーガーS・ガービーD・ロープスR・セイB・ラッセルD・ベイカーR・スミスL・レイシー |
| 先発投手                 | 先発投手                 | 先発投手                 | 投球                     | D・ガレットT・マンソンC・チャン · ブリスW・ランドルフG・ネトルズB・デントL・ピネラM・リバースR・ジャクソン | 先発投手                 | 先発投手                 | 先発投手                 | 投球                     | D・サットンS・イェーガーS・ガービーD・ロープスR・セイB・ラッセルD・ベイカーR・スミスL・レイシー |
| D・ガレット              | D・ガレット              | D・ガレット              | 左                       | D・ガレットT・マンソンC・チャン · ブリスW・ランドルフG・ネトルズB・デントL・ピネラM・リバースR・ジャクソン | D・サットン              | D・サットン              | D・サットン              | 右                       | D・サットンS・イェーガーS・ガービーD・ロープスR・セイB・ラッセルD・ベイカーR・スミスL・レイシー |

ドジャースは初回裏の先頭打者デイビー・ロープスが三塁打を放ち、2番ビル・ラッセルの左前打で生還して先制点を奪った。4回裏には、一死二塁から6番ダスティ・ベイカーの左前打で2点目を加えたあと、次打者リー・レイシーの失策による出塁を挟み、8番スティーブ・イェーガーの3点本塁打で5点目を挙げた。5回裏には一死一・三塁とし、ここでヤンキースの先発投手ドン・ガレットを降板に追い込む。代わったケン・クレイからもベイカーとレイシーの連続適時打、イェーガーの犠牲フライで3点を追加した。
6回裏終了時点で、ドジャースのリードは10点にまで広がった。ヤンキースは7回表に2得点し、さらに8回表にも3番サーマン・マンソンと4番レジー・ジャクソンの連続ソロ本塁打で2点を返した。しかしドジャース先発投手ドン・サットンに対し、ヤンキースの反撃はここまで。サットンは完投し、ドジャースが本拠地ドジャー・スタジアムでの相手の優勝決定を阻止した。
ジャクソンは敵地での3連戦で打率.455・2本塁打・3打点・OPS 1.591と、それまでの不振から脱却した。自身の復調ぶりについて、のちに「自分のスウィングができているのがわかったから、何も心配はいらなかった。打撃練習の内容があまりにも良くて、他の選手がそのことについて話してたから、外野まで行ってそいつらをからかってやったのを覚えてるよ」と振り返っている。

### 第6戦 10月18日
- ヤンキー・スタジアム（ニューヨーク州ニューヨーク市ブロンクス区）

|                          | 1 | 2 | 3 | 4 | 5 | 6 | 7 | 8 | 9 | R | H | E |
| ------------------------ | - | - | - | - | - | - | - | - | - | - | - | - |
| ロサンゼルス・ドジャース | 2 | 0 | 1 | 0 | 0 | 0 | 0 | 0 | 1 | 4 | 9 | 0 |
| ニューヨーク・ヤンキース | 0 | 2 | 0 | 3 | 2 | 0 | 0 | 1 | X | 8 | 8 | 1 |

1. 勝利：マイク・トーレス（2勝）
2. 敗戦：バート・フートン（1勝1敗）
3. 本塁打
LAD：レジー・スミス3号ソロ
NYY：クリス・チャンブリス1号2ラン、レジー・ジャクソン3号2ラン・4号2ラン・5号ソロ
4. 審判
［球審］ジョン・マクシェリー（NL）
［塁審］一塁: ネスター・チャイラク（AL）、二塁: エド・スドル（NL）、三塁: ラリー・マッコイ（AL）
［外審］左翼: ジェリー・デイル（NL）、右翼: ジム・エバンス（AL）
5. 夜間試合  試合時間: 2時間18分  観客: 5万6407人
詳細: Baseball-Reference.com

| ロサンゼルス・ドジャース | ロサンゼルス・ドジャース | ロサンゼルス・ドジャース | ロサンゼルス・ドジャース | ロサンゼルス・ドジャース                                                                        | ニューヨーク・ヤンキース | ニューヨーク・ヤンキース | ニューヨーク・ヤンキース | ニューヨーク・ヤンキース | ニューヨーク・ヤンキース                                                                                   |
| ------------------------ | ------------------------ | ------------------------ | ------------------------ | ----------------------------------------------------------------------------------------------- | ------------------------ | ------------------------ | ------------------------ | ------------------------ | --- |
| 打順                     | 守備                     | 選手                     | 打席                     | B・フートンS・イェーガーS・ガービーD・ロープスR・セイB・ラッセルD・ベイカーR・マンデイR・スミス | 打順                     | 守備                     | 選手                     | 打席                     | M・トーレスT・マンソンC・チャン · ブリスW・ランドルフG・ネトルズB・デントL・ピネラM・リバースR・ジャクソン |
| 1                        | 二                       | D・ロープス              | 右                       | B・フートンS・イェーガーS・ガービーD・ロープスR・セイB・ラッセルD・ベイカーR・マンデイR・スミス | 1                        | 中                       | M・リバース              | 左                       | M・トーレスT・マンソンC・チャン · ブリスW・ランドルフG・ネトルズB・デントL・ピネラM・リバースR・ジャクソン |
| 2                        | 遊                       | B・ラッセル              | 右                       | B・フートンS・イェーガーS・ガービーD・ロープスR・セイB・ラッセルD・ベイカーR・マンデイR・スミス | 2                        | 二                       | W・ランドルフ            | 右                       | M・トーレスT・マンソンC・チャン · ブリスW・ランドルフG・ネトルズB・デントL・ピネラM・リバースR・ジャクソン |
| 3                        | 右                       | R・スミス                | 両                       | B・フートンS・イェーガーS・ガービーD・ロープスR・セイB・ラッセルD・ベイカーR・マンデイR・スミス | 3                        | 捕                       | T・マンソン              | 右                       | M・トーレスT・マンソンC・チャン · ブリスW・ランドルフG・ネトルズB・デントL・ピネラM・リバースR・ジャクソン |
| 4                        | 三                       | R・セイ                  | 右                       | B・フートンS・イェーガーS・ガービーD・ロープスR・セイB・ラッセルD・ベイカーR・マンデイR・スミス | 4                        | 右                       | R・ジャクソン            | 左                       | M・トーレスT・マンソンC・チャン · ブリスW・ランドルフG・ネトルズB・デントL・ピネラM・リバースR・ジャクソン |
| 5                        | 一                       | S・ガービー              | 右                       | B・フートンS・イェーガーS・ガービーD・ロープスR・セイB・ラッセルD・ベイカーR・マンデイR・スミス | 5                        | 一                       | C・チャンブリス          | 左                       | M・トーレスT・マンソンC・チャン · ブリスW・ランドルフG・ネトルズB・デントL・ピネラM・リバースR・ジャクソン |
| 6                        | 左                       | D・ベイカー              | 右                       | B・フートンS・イェーガーS・ガービーD・ロープスR・セイB・ラッセルD・ベイカーR・マンデイR・スミス | 6                        | 三                       | G・ネトルズ              | 左                       | M・トーレスT・マンソンC・チャン · ブリスW・ランドルフG・ネトルズB・デントL・ピネラM・リバースR・ジャクソン |
| 7                        | 中                       | R・マンデイ              | 左                       | B・フートンS・イェーガーS・ガービーD・ロープスR・セイB・ラッセルD・ベイカーR・マンデイR・スミス | 7                        | 左                       | L・ピネラ                | 右                       | M・トーレスT・マンソンC・チャン · ブリスW・ランドルフG・ネトルズB・デントL・ピネラM・リバースR・ジャクソン |
| 8                        | 捕                       | S・イェーガー            | 右                       | B・フートンS・イェーガーS・ガービーD・ロープスR・セイB・ラッセルD・ベイカーR・マンデイR・スミス | 8                        | 遊                       | B・デント                | 右                       | M・トーレスT・マンソンC・チャン · ブリスW・ランドルフG・ネトルズB・デントL・ピネラM・リバースR・ジャクソン |
| 9                        | 投                       | B・フートン              | 右                       | B・フートンS・イェーガーS・ガービーD・ロープスR・セイB・ラッセルD・ベイカーR・マンデイR・スミス | 9                        | 投                       | M・トーレス              | 右                       | M・トーレスT・マンソンC・チャン · ブリスW・ランドルフG・ネトルズB・デントL・ピネラM・リバースR・ジャクソン |
| 先発投手                 | 先発投手                 | 先発投手                 | 投球                     | B・フートンS・イェーガーS・ガービーD・ロープスR・セイB・ラッセルD・ベイカーR・マンデイR・スミス | 先発投手                 | 先発投手                 | 先発投手                 | 投球                     | M・トーレスT・マンソンC・チャン · ブリスW・ランドルフG・ネトルズB・デントL・ピネラM・リバースR・ジャクソン |
| B・フートン              | B・フートン              | B・フートン              | 右                       | B・フートンS・イェーガーS・ガービーD・ロープスR・セイB・ラッセルD・ベイカーR・マンデイR・スミス | M・トーレス              | M・トーレス              | M・トーレス              | 右                       | M・トーレスT・マンソンC・チャン · ブリスW・ランドルフG・ネトルズB・デントL・ピネラM・リバースR・ジャクソン |

試合前の打撃練習で、ヤンキースのレジー・ジャクソンが柵越えの打球を次々と放った。本人曰く柵越えは40球中20球に達し、ウィリー・ランドルフから「少しは試合にとっといてよ」と声をかけられると、笑いながら「まだまだとってあるぞ」と返答したという。
試合は初回表、ドジャースが5番スティーブ・ガービーの2点三塁打で先制する。ヤンキースは2回裏、4番ジャクソンがストレートの四球で歩いたあと、次打者クリス・チャンブリスの2点本塁打で同点とする。しかしその直後の3回表、ドジャースは3番レジー・スミスのソロ本塁打で勝ち越す。4回裏、ヤンキースの先頭打者サーマン・マンソンが左前打で出塁し、次打者ジャクソンがこの日2打席目に入る。ジャクソンは、ドジャース先発投手バート・フートンの初球を捉え、右翼スタンド3階席まで届く逆転の2点本塁打とした。ジャクソンは「打った瞬間に本塁打を確信した」といい、フートンは「速球で内角を突こうとしたが突ききれなかった」と振り返った。ドジャースはここでフートンを降板させ、2番手エリアス・ソーサをマウンドへ送った。しかしソーサは一死三塁から7番ルー・ピネラに犠牲フライを許し、点差を広げられた。
5回裏、二死一塁で4番ジャクソンに打順がまわる。ジャクソンはジーン・マイケルにソーサの投球傾向を確認し、マイケルから「速球。全部速球で来るぞ」と聞いて打席に入った。初球、速球が来たのに合わせてバットを振り抜くと、打球はライナーで右翼席へ飛び込む2打席連続の2点本塁打となった。ジャクソンはこの一打については「（ゴルフの）3番アイアンで打ったみたいになったから、打球が伸びてくれることを願っていた」と話す。さらにジャクソンは8回裏、ドジャース4番手チャーリー・ハフからも初球、バックスクリーンへの本塁打を放った。ナックルボーラーのハフは、自身の球を「三振を取れそうな気がしてたし、実際とてもいいナックルを投げられたと思う」と評した。しかしジャクソンは「ナックルは得意にしてきたから、相手が俺にハフを当ててきたのが信じられなかった。打ってくれと言わんばかりのナックルが来たから一発お見舞いしてやった」と問題にもしなかった。ドジャースの一塁手ガービーは、自軍ベンチに背を向けて拍手代わりにグラブを叩き、敵ながらジャクソンを称えた。
ジャクソンはハフとの対戦前から「ブルペンには（抑え投手）スパーキー・ライルがいて4点リードしているから、この試合はもらった」と考えていたという。しかし結局、この試合でライルの出番はなく、ヤンキースの先発投手マイク・トーレスがひとりで最後まで投げきった。トーレスは9回表、二死一・三塁からビック・ダバリーヨのバント安打で1点を失う。しかし次打者ハフの代打リー・レイシーが続けてバント安打狙いで来たのを、小飛球が落ちる前にトーレス自ら捕球し、ヤンキースの優勝を決めた。ファンが歓喜のあまりグラウンドに雪崩れ込み収拾がつかなくなるなか、ジャクソンは右翼の守備位置からファンを振り払いながら、ベンチ裏へと駆け込んでいった。